# Tosca Menten
Tosca Menten (Woerden, 11 december 1961) is een Nederlandse kinderboekenschrijfster.

## Loopbaan
Menten volgde het gymnasium, studeerde af aan de Kunstacademie en werkte aansluitend dertien jaar als docente tekenen in het voortgezet onderwijs. In 1999 verscheen haar eerste boek bij uitgeverij Van Goor. Sinds 2003 is zij fulltime schrijver. In 2005 komen haar boeken voor het eerst voor op de longlist voor de Prijs van de Nederlandse Kinderjury. Vanaf 2012 tot en met 2016 was Menten vaste columnist in de weekkrant voor kinderen Kidsweek. Haar boeken kenmerken zich door ongebreidelde fantasie en (bizarre) humor. Diverse boeken zijn vertaald, verfilmd en bekroond.  

## Prijzen en nominaties
- 2010: Internationale White Raven voor Dummie de mummie en de gouden scarabee
- 2011: winnaar eerste prijs van de Kinder- en Jeugdjury Vlaanderen voor Dummie de Mummie en de gouden scarabee.
- 2011: winnaar Pluim van de Senaat van de Nederlandse Kinderjury voor Dummie de Mummie en de Tombe van Achnetoet.
- 2012: gekozen tot schrijfster van het Kinderboekenweekgeschenk 2012 op uitnodiging van de CPNB. Het geschenk heet Het Akropolis Genootschap en de slag om bladzijde 37
- 2013: winnaar Pluim van de Senaat van de Nederlandse Kinderjury voor De wraak van Lorre.
- 2013: genomineerd voor de Prijs van de Nederlandse Kinderjury met Dummie de Mummie en het masker van Sebek-Ra.
- 2014: winnaar Pluim van de Senaat van de Nederlandse Kinderjury voor Dummie de mummie en de dans van de Cobra.
- 2015: genomineerd voor de Prijs van de Nederlandse Kinderjury met Dummie de mummie en de ster Thoeban.
- 2016: winnaar eerste Prijs van de Nederlandse Kinderjury voor Dummie de Mummie en de drums van Massoeba.
- 2016: genomineerd voor de Prijs van de Nederlandse Kinderjury met Dirkje Bakkes, brandnetelspecialist.
- 2017: genomineerd voor de Prijs van de Nederlandse Kinderjury met Dummie de mummie en de smaragd van de Nijl.
- 2017: genomineerd voor de Prijs van de Nederlandse Kinderjury met Siem Subliem en het ei van Jannes.
- 2018: genomineerd voor de Prijs van de Nederlandse Kinderjury met Dummie de mummie en het geheim van Toemsa.
- 2019: winnaar eerste Prijs van de Nederlandse Kinderjury voor Dummie de mummie en de schat van Sohorro.
- 2021: genomineerd voor de Prijs van de Nederlandse Kinderjury met Dummie de mummie deel 0, een prins in het oude Egypte
- 2023: Gouden Boek (CPNB) voor Dummie de mummie en de gouden scarabee
- 2024: genomineerd voor de Prijs van de Nederlandse Kinderjury met de iglo van tante Friet

## Luisterboeken
Alle luisterboeken werden ingesproken door Menten zelf.
- Turbo Teun (2025)
- Siem en Struis en de waanzinnige schuimbom (2025)
- Siem en Struis en het Rode Gevaar (2025)
- Siem en Struis en het ei van Jannes (2025)
- Dummie de mummie deel 11, het geheim uit de tunnel van Ptoeh (2025)
- Het dagboek van de Grote Boze Wolf (2025)
- Flubbertje Flip (2025)
- De reuzenpoffer (2024)
- Juffrouw Pots (2023)
- De Hapsnurkers koppie-onder (2023)
- De Hapsnurkers in de puree (2022)
- De wraak van Knor (2021)
- Dummie de mummie deel 0, een prins in het oude Egypte (2021)

- Prutsers en Pechvogels (2020)
- Dummie de mummie en de schat van Sohorro (2020)
- Dummie de mummie en het geheim van Toemsa (2020)
- Dummie de mummie en de smaragd van de Nijl (2020)
- Dummie de mummie en de drums van Massoeba (2020)
- Dummie de mummie en de ster Thoeban (2020)
- Dirkje Bakkes brandnetelspecialist (2018)
- Dummie de mummie en de dans van de cobra (2017)
- Dummie de mummie en het masker van Sebek-Ra (2017)
- Dummie de mummie en de sfinx van Shakaba (2016)
- Dummie de mummie en de tombe van Achnetoet (2015)
- Dummie de mummie en de gouden scarabee (2013)
- Tom Piekepol en de schat van Kartoni (2010)
- Operatie Zeer Ernstige Ramp (2009)

## Buitenland
De vertaalrechten van de boeken van Dummie de Mummie werden verkocht aan uitgeverijen in Duitsland, Polen, Italië, China, Australië, Litouwen, Bulgarije, Frankrijk, Slovenië, Roemenië, Turkije, Iran, Tsjechië, Oekraïne, Letland en Spanje.
De vertaalrechten van De wraak van Knor werden verkocht aan uitgeverijen in Zuid-Afrika, Zuid-Korea, Spanje, China en Frankrijk.
De vertaalrechten van de boeken van Siem en Struis werden verkocht aan een uitgeverij in Oekraïne.

## Theater en muziek
In 2012 en 2013 speelde Menten de voorstelling: Plofzak Drollemans, Tosca Menten draait door! met cabaretière Kiki Schippers en muzikanten Mirek Walton en Jorind Josemans. In 2014 startte ze met dit gezelschap de muzikale theatervoorstelling Bomkak Zing's en in 2018 ging de nieuwe voorstelling Yah Maashi mon! in première.
Rick Engelkes Producties bracht Dummie de mummie in het seizoen 2017-2018 als musical op de planken.
Het Epos emsemble vertaalde De wraak van Lorre in klassieke muziek voor de (school)voorstelling De wraak van Lorre.
Menten schrijft (theater)liedjes over haar boeken. In 2020 schreef Menten samen met Tjeerd Oosterhuis het Kinderboekenweeklied 2020 van Kinderen voor Kinderen met de titel En toen? Het album met deze titelsong bereikte de gouden status.

## Films
- Dummie de mummie, producent Paul Voorthuysen, PV Pictures, regie Pim van Hoeve, scenario Tijs van Marle. Première 8 oktober 2014
- Dummie de mummie en de sfinx van Shakaba, producent PV Pictures, regie Pim van Hoeve, scenario Tijs van Marle. Première 9 december 2015
- Dummie de mummie en de tombe van Achnetoet, producent PV Pictures, regie Pim van Hoeve, scenario Tijs van Marle. Première 23 september 2017
- De wraak van Knor, producent Marleen Slot, Viking Film, regie en animatie Mascha Halberstad, scenario Fiona van Heemstra. Stop motion. Wereldpremière in februari 2022 tijdens het Internationaal filmfestival van Berlijn (Berlinale) en première in de Nederlandse bioscopen in zomer 2022. Bekroond met drie gouden Kalveren op het Nederlands Film Festival en met diverse buitenlandse prijzen.
- Juffrouw Pots, producent 2CFilm, regie Martijn Smits, scenario Don Duyns. Première februari 2025, ze speelde ook een klein rolletje in de film.

## Vertalingen
- Lafcadio (2025), vertaling van Lafcadio, auteur Shel Silverstein
- Dagboek van een Gelaarse Kat (2025), vertaling van Diary of a Puss in Boots, auteur Ben Millar
- Dagboek van een Grote Boze Wolf (2024), vertaling van Diary of a Big Bad Wolf, auteur Ben Miller
- 101 monsters (2024), vertaling van 101 Monster, auteurs Alexandra Helm en Ruby van der Bogen
- 101 eenhoorns (2023), vertaling van 101 Einhörner, auteurs Alexandra Helm en Ruby van der Bogen
- Billy en het Reuzenavontuur (2023), vertaling van Billy and the Giant Adventure, auteur Jamie Oliver
- De Hapsnurkers Koppie onder (2023), vertaling van The Grunts All at Sea, auteur Philip Ardagh
- De Hapsnurkers in de puree (2022), vertaling van The Grunts in Trouble, auteur Philip Ardagh
- Prinses Kevin (2019), vertaling van Princess Kevin, auteur Michaël Escoffier